# Schönebeck (ród)

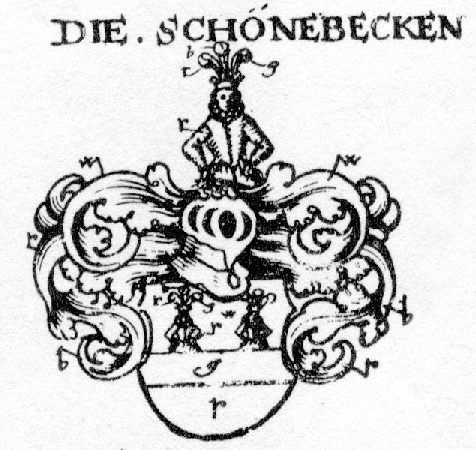
Herb rodu von Schönebeck z herbarza Johanna Siebmachera z 1605 r.

Von Schönebeck - ród szlachecki znany w Brandenburgii (1300) i księstwie pomorskim (1320), w ziemi golenickiej (Dolsk, Różańsko 1337, Kierzków 1411), chojeńskiej (Orzechów, Czachów 1490, Moryń 1500), myśliborskiej (Dyszno 1498, Ostrowiec 1517) oraz gorzowskiej (Kamień Wielki 1486).